# Eutropis
Eutropis es un género de escincomorfos de la familia Scincidae, donde se desglosan una serie de especies que con anterioridad pertenecían al género Mabuya. Estas especies pueden ser encontradas en Asia. En el año 2004, el Dr Andreas Schmidt realizó cambios taxonómicos en este grupo, creando cuatro géneros a partir de Mabuya. Estos cambios agrupan a las especies, basándose en la distribución geográfica de las especies, reasignando especies a nuevos géneros. Los nuevos géneros creados fueron los siguientes:
- Chioninia es el género para las especies de Cabo Verde.
- Euprepis es el género para las especies africanas.
- Eutropis es el género para las especies asiáticas.
- Mabuya es el género remanente a utilizar en las especies de Sudamérica.

## Especies
Se reconocen las 40 siguientes según The Reptile Database:
- Eutropis andamanensis (Smith, 1935)
- Eutropis beddomii (Jerdon, 1870)
- Eutropis bibronii (Gray, 1839)
- Eutropis bontocensis (Taylor, 1923)
- Eutropis borealis (Brown & Alcala, 1980)[2][3]
- Eutropis caraga Barley, Diesmos, Siler, Martinez & Brown, 2020[3]
- Eutropis carinata (Schneider, 1801)
- Eutropis chapaensis (Bourret, 1937)
- Eutropis clivicola (Inger, Shaffer, Koshy & Bakde, 1984)
- Eutropis cumingi (Brown & Alcala, 1980)
- Eutropis cuprea Barley, Diesmos, Siler, Martinez & Brown, 2020[3]
- Eutropis darevskii (Bobrov, 1992)
- Eutropis dissimilis (Hallowell, 1857)
- Eutropis englei (Taylor, 1925)
- Eutropis floweri (Taylor, 1950)
- Eutropis gansi (Das, 1991)
- Eutropis grandis Howard, Gillespie, Riyanto & Iskandar, 2007
- Eutropis gubataas Barley, Diesmos, Siler, Martinez & Brown, 2020[3]
- Eutropis indeprensa (Brown & Alcala, 1980)
- Eutropis innotata (Blanford, 1870)
- Eutropis islamaliit Barley, Diesmos, Siler, Martinez & Brown, 2020[3]
- Eutropis lapulapu Barley, Diesmos, Siler, Martinez & Brown, 2020[3]
- Eutropis longicaudata (Hallowell, 1857)
- Eutropis macrophthalma (Mausfeld & Böhme, 2002)
- Eutropis macularia (Blyth, 1853)
- Eutropis madaraszi (Méhely, 1897)
- Eutropis multicarinata (Gray, 1845)[3]
- Eutropis multifasciata (Kuhl, 1820)
- Eutropis nagarjuni (Sharma, 1969)
- Eutropis novemcarinata (Anderson, 1871)
- Eutropis palauensis Barley, Diesmos, Siler, Martinez & Brown, 2020[3]
- Eutropis quadratilobus (Bauer & Günther, 1992)
- Eutropis quadricarinata (Boulenger, 1887)
- Eutropis rudis (Boulenger, 1887)
- Eutropis rugifera (Stoliczka, 1870)
- Eutropis sahulinghangganan Barley, Diesmos, Siler, Martinez & Brown, 2020[3]
- Eutropis sibalom Barley, Diesmos, Siler, Martinez & Brown, 2020[3]
- Eutropis tammanna Das, De Silva & Austin, 2008
- Eutropis trivittata (Hardwicke & Gray, 1827)
- Eutropis tytleri (Tytler, 1868)